# العلاقات البنينية القبرصية
العلاقات البنينية القبرصية هي العلاقات الثنائية التي تجمع بين بنين وقبرص.

## مقارنة بين البلدين
هذه مقارنة عامة ومرجعية للدولتين:
| وجه المقارنة                                              | بنين            | قبرص                                                                 |
| --------------------------------------------------------- | --------------- | -------------------------------------------------------------------- |
| المساحة (كم2)                                             | 114.76 ألف      | 9.24 ألف                                                             |
| عدد السكان (نسمة)                                         | 11.18 مليون     | 1.14 مليون                                                           |
| الكثافة السكانية (ن./كم²)                                 | 97.42           | 123.38                                                               |
| العاصمة                                                   | بورتو نوفو      | نيقوسيا                                                              |
| اللغة الرسمية                                             | لغة فرنسية      | اليونانية الحديثة، اللغة التركية، لغة يونانية                        |
| العملة                                                    | فرنك غرب أفريقي | يورو، جنيه قبرصي                                                     |
| الناتج المحلي الإجمالي (بليون دولار)                      | 9.27 مليار      | 21.65 مليار                                                          |
| الناتج المحلي الإجمالي (تعادل القوة الشرائية) بليون دولار | 22.38 مليار     | 26.73 مليار                                                          |
| الناتج المحلي الإجمالي الاسمي للفرد دولار أمريكي          | 762             | 23.24 ألف                                                            |
| الناتج المحلي الإجمالي للفرد دولار أمريكي                 | 2.03 ألف        | 30.24 ألف                                                            |
| مؤشر التنمية البشرية                                      | 0.480           | 0.850                                                                |
| رمز المكالمات الدولي                                      | +229            | +357                                                                 |
| رمز الإنترنت                                              | .bj             | .cy                                                                  |
| المنطقة الزمنية                                           | ت ع م+01:00     | ت ع م+02:00، ت ع م+03:00، توقيت شرق أوروبا، توقيت شرق أوروبا الصيفي ‏ |

## منظمات دولية مشتركة
يشترك البلدان في عضوية مجموعة من المنظمات الدولية، منها:
| علم المنظمة | اسم المنظمة                               | تاريخ انضمام بنين | تاريخ انضمام قبرص |
| ----------- | ----------------------------------------- | ----------------- | ----------------- |
|             | مؤسسة التنمية الدولية                     | 16 سبتمبر 1963    | 2 مارس 1962       |
|             | يونسكو                                    | 18 أكتوبر 1960    | 6 فبراير 1961     |
|             | مؤسسة التمويل الدولية                     | 5 فبراير 1987     | 2 مارس 1962       |
|             | منظمة حظر الأسلحة الكيميائية              | ?                 | ?                 |
|             | الأمم المتحدة                             | 20 سبتمبر 1960    | 20 سبتمبر 1960    |
|             | الاتحاد الدولي للاتصالات                  | 1961              | 24 أبريل 1961     |
|             | منظمة الشرطة الجنائية الدولية             | ?                 | ?                 |
|             | البنك الدولي للإنشاء والتعمير             | 10 يوليو 1963     | 21 ديسمبر 1961    |
|             | الاتحاد البريدي العالمي                   | ?                 | ?                 |
|             | المركز الدولي لتسوية المنازعات الاستشارية | 14 أكتوبر 1966    | 25 ديسمبر 1966    |
|             | وكالة ضمان الاستثمار متعدد الأطراف        | 26 سبتمبر 1994    | 12 أبريل 1988     |
|             | منظمة التجارة العالمية                    | ?                 | ?                 |

## وصلات خارجية
- موقع وزارة الخارجية القبرصية